# 李亦喬
李亦喬（英語：Monnie Li，1993年2月16日—），原名李美琪，綽號牛雜妹，香港女演員。

## 早年經歷
2015年憑元朗一間粉麵店的太子女身份報名參選《2015年度香港小姐競選》，但最後未能進入十六強。她原簽獨立製作公司「5ives Production」。2016年，Monnie改簽尚品娛樂， 獲得超過100個工作及媒體邀約。並簽約經理人公司。 期間Monnie獲翁子光導演邀請為微電影《紙說愛》擔任女主角。 Monnie 於2016年3月獲韓國知名娛樂公司 FANTAGIO邀請，赴首爾進行為期十天密集式的歌唱、演技及舞蹈訓練，更與韓國藝人徐康俊及李泰煥等互相關注社交網站及交流演藝心得。經理人公司及後更與FANTAGIO簽定合作協議。
2016年，參加viuTV的《美選D.n.A》，但未能晉級。不過現活躍，亦有拍電視劇，主要以特約演員身份參與ViuTV及無綫電視劇集。2019年9月改名「李亦喬」。
李亦喬家中麵店在疫情期間幸獲房東減免租金，但於2021年1月份被業主反口無理追討租金而鬧上法庭。

2024年4月，李亦喬於社交媒體上宣佈於4月8日家中麵店結束營業

## 感情生活
2023年7月，李亦喬在社交網宣布與拍拖7年的圈外男友求婚成功，預料於2024年8月在港舉行婚禮。。

## 演出

### 電視劇（港台電視）
- 2015年：《獅子山下2015》

### 電視劇（ViuTV）
- 2019年：《詭探前傳》 飾 陳二太（第6-10集）
- 2019年：《假設性無罪》 飾 Cherry
- 2019年：《黑市 — 嚇親萬理通》 飾 鬼北

### 網絡劇集
- 2018年：《向西聞記》 飾 梁蘊妮（Rene）
- 2019年：《性敢中環》飾 攝影室主持人

### 電視劇（無綫電視）
- 2017年至今：《愛·回家之開心速遞》飾 Joey（第713集）、酒吧客（第811集）、愛情導師（第854集）、侍應（第883集）、啤酒妹（第1004集）、梁伯女（第1075集）、MK妹（第1193集）、主播（第1334集）
- 2021年：《伙記辦大事》飾 醉酒妹（第25集）
- 2021年：《逆天奇案》飾 住客（第19集）、Karen（第23集）
- 2021年：《換命真相》飾 琪朋友（第20-21集）

### 短電影
- 《筆談情.紙說愛》
- 《信義啟航》

### 舞臺劇
- 《有限人生無限愛》
- 《書虫的少年時代》

### 音樂劇
- 《難兄難弟》
- 《難兄難弟 載譽重演》

### MV
- 《沉淪》
- 《Way Back Into Love》Cover

### 網絡電影
- 《一拳青春》

## 外部連結
- 李亦喬的Facebook專頁
- 李亦喬的Instagram帳戶
- 李亦喬的新浪微博
- 尚品娛樂公司介紹